# Upper Harbledown
Upper Harbledown – wieś w Anglii, w hrabstwie Kent, w dystrykcie Canterbury. Leży 5 km na zachód od miasta Canterbury i 85 km na wschód od centrum Londynu.